# Arin Rungjang
Arin Rungjang (* 1975 in Bangkok) ist ein thailändischer Video- und Objektkünstler.

## Ausbildung
Seine ersten Einzel- und Gruppenausstellungen begannen 1998. 2000 erhielt er von der französischen Regierung ein Jahresstipendium für die heutige École nationale supérieure des beaux-arts de Paris. In Paris hatte ihn Christian Boltanski in sein Atelier aufgenommen. Zurück in Thailand schloss er sein Kunststudium 2002 an der Fakultät für Malerei, Bildhauerei und Graphik der Silpakorn-Universität erfolgreich ab. Er vertritt auch Konzepte der Sozialen Plastik.

## Werk
Arin Rungjang erstellt Musik und Textvideos, die persönliche Schicksale beschreiben und Einblicke in die kollektive Geschichte verraten. Er erarbeitet Ereignisse, Dinge, Texte, Musikstücke, „die man leichter und genauer bewerten kann, wenn man deren Entstehungsgeschichte vorgestellt bekommt“.
Als Teilnehmer der documenta 14 stellte er in der alten Hauptpost in Kassel eine skulpturale Installation, einige Bilder und Objekte aus, ergänzt von einem Videofilm über zwei welthistorisch bedeutende Stätten. Er zeigte das Denkmal der Demokratie in Bangkok und der Nationalen Universität in Athen. An beiden Orten kam es 1973 zu Volks- oder Studentenaufständen gegen die damaligen Militärregierungen. Diese historischen Ereignisse werden gegenwärtig sehr unterschiedlich dargestellt und bewertet. Rungjangs Werk vermittelt diesen Widerspruch, indem er auf mündlichen Berichten und Archivmaterialien basierend eine uneinheitliche Dokumentation erstellt.
Für Rungjang ist Geschichte nicht objektiv. Geschichte wird von Menschen geschrieben, die ebenfalls ihre eigenen Ideale haben.
2018 stellte er im Frankfurter Portikus erstmals in Deutschland in einer Einzelausstellung aus.
Arin Rungjang lebt in Berlin, früher in Bangkok.

## Ausstellungen
- 2013: 55. Biennale di Venezia, Thai-Pavillon
- 2014: Singapore Biennale
- 2015: Mongkut, CAPC Musée d’Art Contemporain de Bordeaux[5]
- 2017: Kunstbiennale Jakarta, Jakarta
- 2017: documenta 14, Kassel und Athen
- 2018: Bengawan Solo, Portikus, Frankfurt am Main
- 2018: From Le Brassus to Bangkok,[6] Bangkok
- 2018: Absurdity in Paradise,[7] Kunstverein Kassel, Kassel, kuratiert von Aime Suphavanij